# Motor Club Girona
El Motor Club Girona (MCG) és una entitat fundada l'any 1959, i actualment es troba entre els clubs automobilístics més antics de Catalunya en actiu. Aquesta entitat de l'àmbit automobilístic, es centra en el món del vehicle històric i els cotxes de luxe. Antigament, el club es centrava en el exclusiu món dels cotxes vetustos (cotxes de preguerra), però al llarg del temps, el club s'ha anat obrint al món dels vehicles clàssics d'alta gamma i els superesportius.

## Personatges destacats del club
- Salvador Claret i Naspleda: Fou un dels socis fundadors i el primer president del MCG. També creà el primer museu de l'estat Espanyol de l'àmbit automobilístic, conegut amb el nom de Col·lecció d'automòbils Salvador Claret (CASC). Els seus descendents són socis de segona i tercera generació del club.[1]
- Pere Auradell: Fou un dels socis fundadors del MCG i va ser guardonat per la Generalitat de Catalunya amb la medalla d'or al "Forjador de la història esportiva a Catalunya" pel seu treball en el món de les dues rodes.[1]
- Salvador Vidal Reboll: Fou un dels socis Fundadors del MCG i un gran entusiasta dels vehicles antics i clàssics. També va ser president durant varis anys[1]
- Josep Maria Bregante i Castellà: Fou un dels socis fundadors del MCG, empresari gironí i gran entusiasta dels vehicles històrics.[1]
- Josep Maria Bregante i Ventura: Fou president del MCG durant varis anys i fou un gran entusiasta dels vehicles històrics. També va crear la interessant "Col·lecció d'automòbils del Sr Bregante"[1]
- Ernest Plana: És l'actual president del MCG, empresari gironí i gran entusiasta dels vehicles clàssics i antics[1]
- Ramón Rafart: Fou president del MCG i és un gran aficionat als vehicles històrics[1]